# Ignatius Suharyo Hardjoatmodjo
Ignatius Suharyo Hardjoatmodjo (Sedayu, 9 luglio 1950) è un cardinale e arcivescovo cattolico indonesiano, dal 2 gennaio 2006 ordinario militare in Indonesia e dal 28 giugno 2010 arcivescovo metropolita di Giacarta.

## Biografia
Il 26 gennaio 1976 è stato ordinato presbitero dal cardinale Justinus Darmojuwono per l'arcidiocesi di Semarang. Dopo l'ordinazione ha svolto il suo ministero pastorale nella diocesi di origine.

### Ministero episcopale e cardinalato
Il 21 aprile 1997 papa Giovanni Paolo II lo ha nominato arcivescovo metropolita di Semarang; è succeduto al cardinale Julius Riyadi Darmaatmadja, precedentemente nominato arcivescovo metropolita di Giacarta.
Il 22 agosto successivo ha ricevuto l'ordinazione episcopale, presso lo Jatidiri Stadium di Semarang, per imposizione delle mani del cardinale Julius Riyadi Darmaatmadja, suo predecessore, co-consacranti Pietro Sambi, arcivescovo titolare di Belcastro e pro-nunzio apostolico in Indonesia, e Blasius Pujoraharja, vescovo di Ketapang. Durante la stessa celebrazione ha preso possesso dell'arcidiocesi. Come suo motto episcopale ha scelto Serviens Domino cum omni humilitate, che tradotto vuol dire "Servendo il Signore con tutta umiltà", tratto dagli Atti degli Apostoli, 20,19.
Il 2 gennaio 2006 papa Benedetto XVI lo ha nominato ordinario militare in Indonesia, prendendo il posto del cardinale Darmaatmadja.
Il 25 luglio 2009 lo stesso papa lo ha nominato poi arcivescovo coadiutore di Giacarta; il 28 giugno dell'anno successivo è succeduto alla guida della medesima arcidiocesi dopo le dimissioni del cardinale Julius Riyadi Darmaatmadja.
Dal dicembre 2011 al 25 agosto 2014, giorno dell'ingresso del nuovo vescovo Antonius Subianto Bunyamin, è stato amministratore apostolico della diocesi di Bandung.
Il 1º settembre 2019, al termine dell'Angelus, papa Francesco ne ha annunciato la creazione cardinalizia nel concistoro del successivo 5 ottobre, durante il quale è stato creato cardinale presbitero dello Spirito Santo alla Ferratella. Il 28 agosto 2022 ha ufficialmente preso possesso del titolo cardinalizio.
Il 7 e 8 maggio 2025 ha partecipato come cardinale elettore al conclave che ha portato all'elezione di papa Leone XIV.

## Genealogia episcopale e successione apostolica
La genealogia episcopale è:
- Cardinale Scipione Rebiba
- Cardinale Giulio Antonio Santori
- Cardinale Girolamo Bernerio, O.P.
- Arcivescovo Galeazzo Sanvitale
- Cardinale Ludovico Ludovisi
- Cardinale Luigi Caetani
- Cardinale Ulderico Carpegna
- Cardinale Paluzzo Paluzzi Altieri degli Albertoni
- Papa Benedetto XIII
- Papa Benedetto XIV
- Papa Clemente XIII
- Cardinale Bernardino Giraud
- Cardinale Alessandro Mattei
- Cardinale Pietro Francesco Galleffi
- Cardinale Giacomo Filippo Fransoni
- Cardinale Carlo Sacconi
- Cardinale Edward Henry Howard
- Cardinale Mariano Rampolla del Tindaro
- Cardinale Rafael Merry del Val
- Cardinale Raffaele Scapinelli di Leguigno
- Cardinale Friedrich Gustav Piffl
- Vescovo Michael Memelauer
- Cardinale Franz König
- Arcivescovo Ottavio De Liva
- Cardinale Justinus Darmojuwono
- Cardinale Julius Riyadi Darmaatmadja, S.I.
- Cardinale Ignatius Suharyo Hardjoatmodjo

La successione apostolica è:
- Vescovo Antonius Subianto Bunyamin, O.S.C. (2014)
- Vescovo Henricus Pidyarto Gunawan, O.Carm. (2016)
- Arcivescovo Robertus Rubiyatmoko (2017)
- Vescovo Siprianus Hormat (2020)
- Vescovo Fransiskus Tuaman Sinaga (2021)
- Vescovo Maksimus Regus (2024)